# Schuhbaum

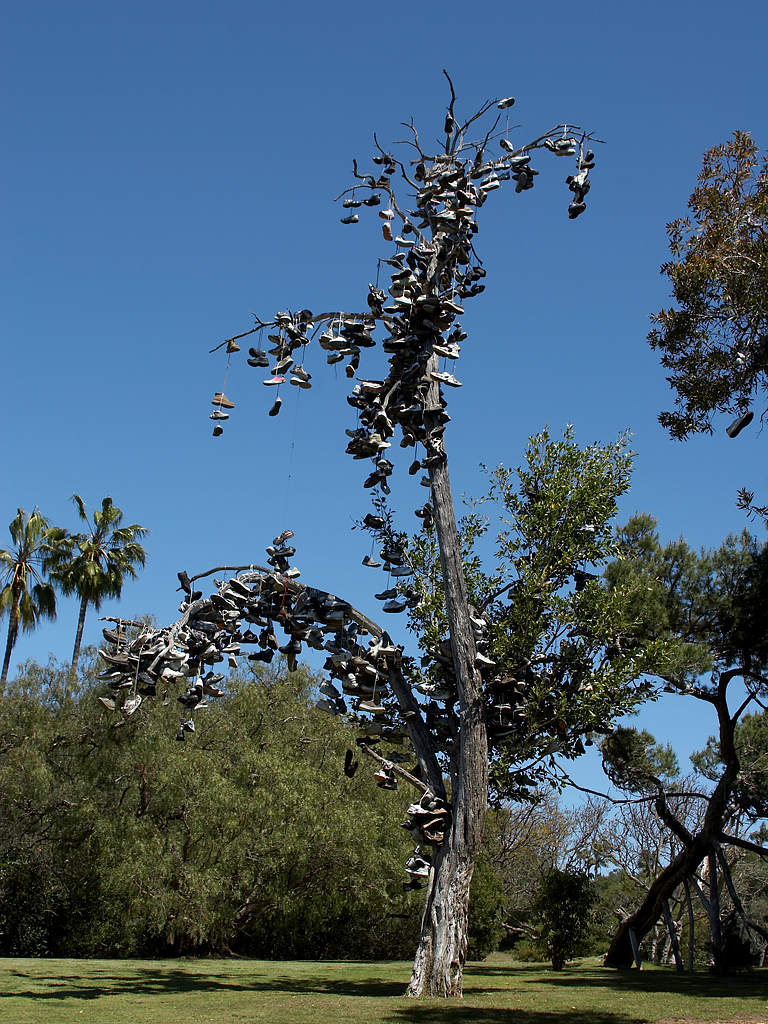
Schuhbaum in Morley Field, San Diego

Als Schuhbaum wird ein zumeist mit alten Schuhpaaren behängter Baum bezeichnet.

## Ursprung
Oft entstehen Schuhbäume, nachdem jemand ein Paar alte Schuhe, an den Schnürsenkeln zusammengebunden, in einen Baum schleuderte. Dadurch werden andere Personen animiert, Schuhe hinzufügen. Häufig verbindet sich mit dieser Handlung der Wunsch, individuelle Sorgen, zusammen mit den Schuhen, von sich zu werfen. Teilweise werden die Schuhe mit Wünschen oder Grüßen beschriftet.
Schuhbäume sind kulturanthropologisch eine eher junge Erscheinung; der Brauch, Bäume und Büsche mit Stoffen oder Bekleidung zu schmücken, ist jedoch schon lange weltweit verbreitet. In Irland und Schottland kennt man beispielsweise Lappenbäume, mit Stoffstreifen behangene Bäume in der Nähe von Quellen (Clootie Well), denen Heilkräfte zugeschrieben werden – ein Brauch, der angeblich bis in vorchristliche Zeiten zurückreicht. Auch aus dem Nahen Osten sind solche Bäume bekannt.
Aus der Sicht des Umweltschutzes ist diese Praxis abzulehnen, insbesondere wenn das Schuhwerk aus Plastik besteht.

## Schuhbäume weltweit
Die meisten Schuhbäume gibt es in den USA, dort wurden über 70 dokumentiert. Die „shoe trees“ sind seit den frühen 90er Jahren bekannt und insbesondere an entlegenen Landstraßen zu finden. Auch in Kanada entstanden einzelne Schuhbäume. In England ist der Schuhbaum von Armstrong Park in Newcastle upon Tyne bekannt.
Ein gut bestückter Baum befindet sich in Österreich, Kapfenberg neben einem Funpark für Skater (Lage).

## Schuhbäume in Deutschland
Ein Schuhbaum steht am Jagdschloss Friedrichsmoor südlich von Schwerin. Hier nageln Bräute nach einem slawischen Brauch ihre Hochzeitsschuhe an einen Baum. Dies soll ewige Treue symbolisieren.
Ein bekannter Schuhbaum steht in Kreuzberg am Fraenkelufer am Landwehrkanal, auch in Moabit (Ecke Birken-/Putlitzstraße) und in Steglitz (Ecke Bismarckstraße/Steglitzer Damm) ist ein Schuhbaum zu sehen. Weitere Exemplare finden sich in München (in der Studentenstadt neben Haus 14 und in der Nähe des Biedersteiner Studentenwohnheims am Englischen Garten). in Peine nahe der Kolonie Stahldorf, in Essen (Frohnhausen), in Hilwartshausen (Hann. Münden) an der B 80 und bei Bad Tölz im Oberland auf der Landstraße in Richtung Ellbach, außerdem in Konstanz am Bodensee, in Tittling am Skatepark, in Düren am Skatepark gegenüber der Feuerwehr, in Reutlingen in der Bismarckstraße 74, in Chemnitz auf der Georgstraße. In Bad Oldesloe steht der Schuhbaum nahe einer Sporthalle, an ihm hängen viele Sportschuhe. 
In der Eifel an der B 421 bei Hontheim ließen bis 1991 Soldaten der dort stationierten US-Streitkräfte bei ihrer Verabschiedung ihre Stiefel auf einem Baum zurück, ebenso in Trier (Auf der Bausch).
Im Rahmen der schleswig-holsteinischen Landesgartenschau 2008 wurde von Ehler Schümann ein künstlicher Schuhbaum errichtet, an dem gespendete und mit Blumen bepflanzte Schuhe aufgehängt wurden.
Lage einiger Schuhbäume in Deutschland:
| Schuhbäume                    | Koordinaten                      |
| ----------------------------- | -------------------------------- |
| Hohe Kanzel (Taunus)          | 50° 9′ 34,7″ N, 8° 15′ 38,9″ O   |
| Tittling                      | 48° 43′ 49,9″ N, 13° 22′ 17,4″ O |
| Düren                         | 50° 47′ 36,6″ N, 6° 30′ 10,8″ O  |
| Euskirchen                    | 50° 39′ 18,2″ N, 6° 46′ 22,5″ O  |
| Bredstedt/Riddorf             | 54° 36′ 56″ N, 8° 58′ 54″ O      |
| Stolzenau                     | 52° 30′ 26″ N, 9° 4′ 29″ O       |
| Trier-Ehrang (Auf der Bausch) | 49° 47′ 35,8″ N, 6° 40′ 0,7″ O   |
| Bad Oldesloe                  | 53° 48′ 43″ N, 10° 22′ 11″ O     |
| Mundelsheim (Käsberghalle)    | 49° 0′ 5″ N, 9° 12′ 6,6″ O       |
| Braunschweig                  | 52° 15′ 7,3″ N, 10° 34′ 20,6″ O  |

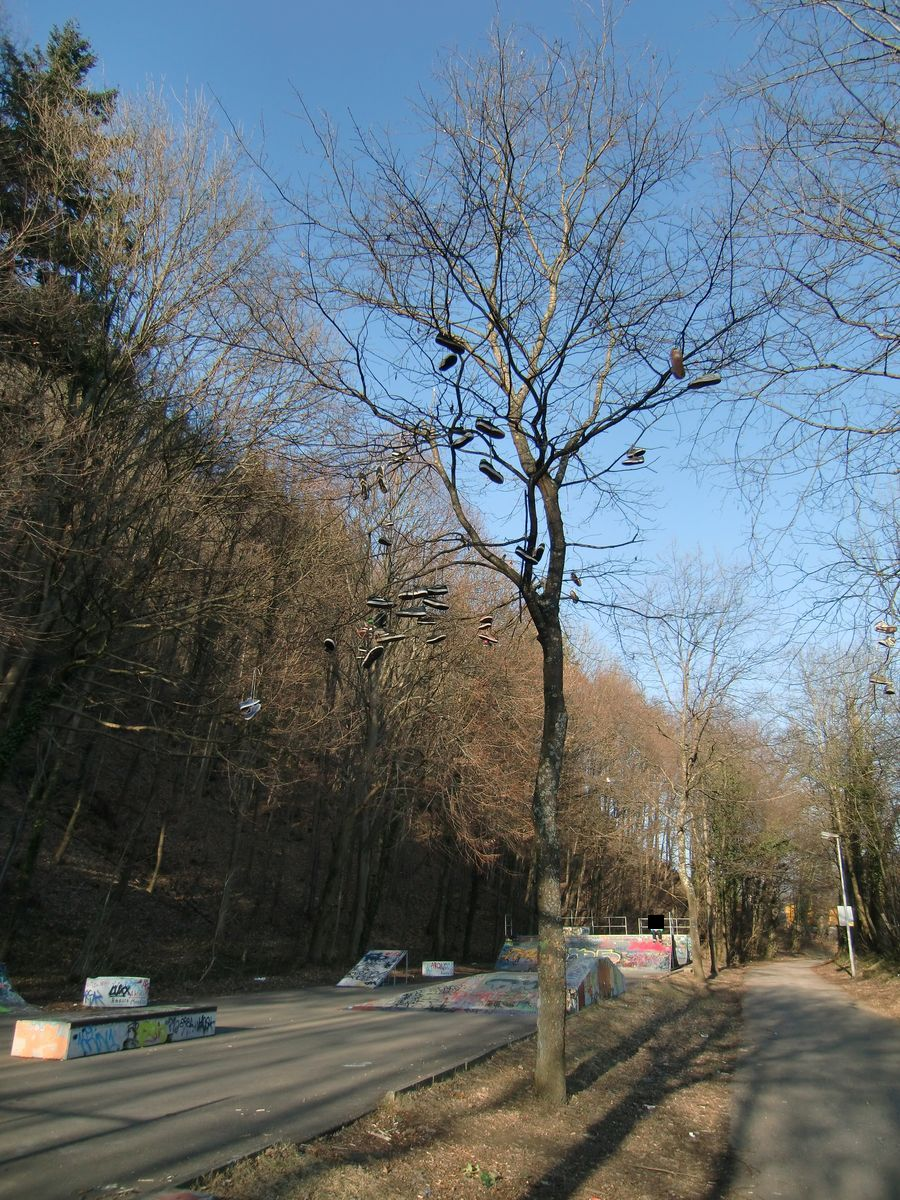
Schuhbaum im Elztal
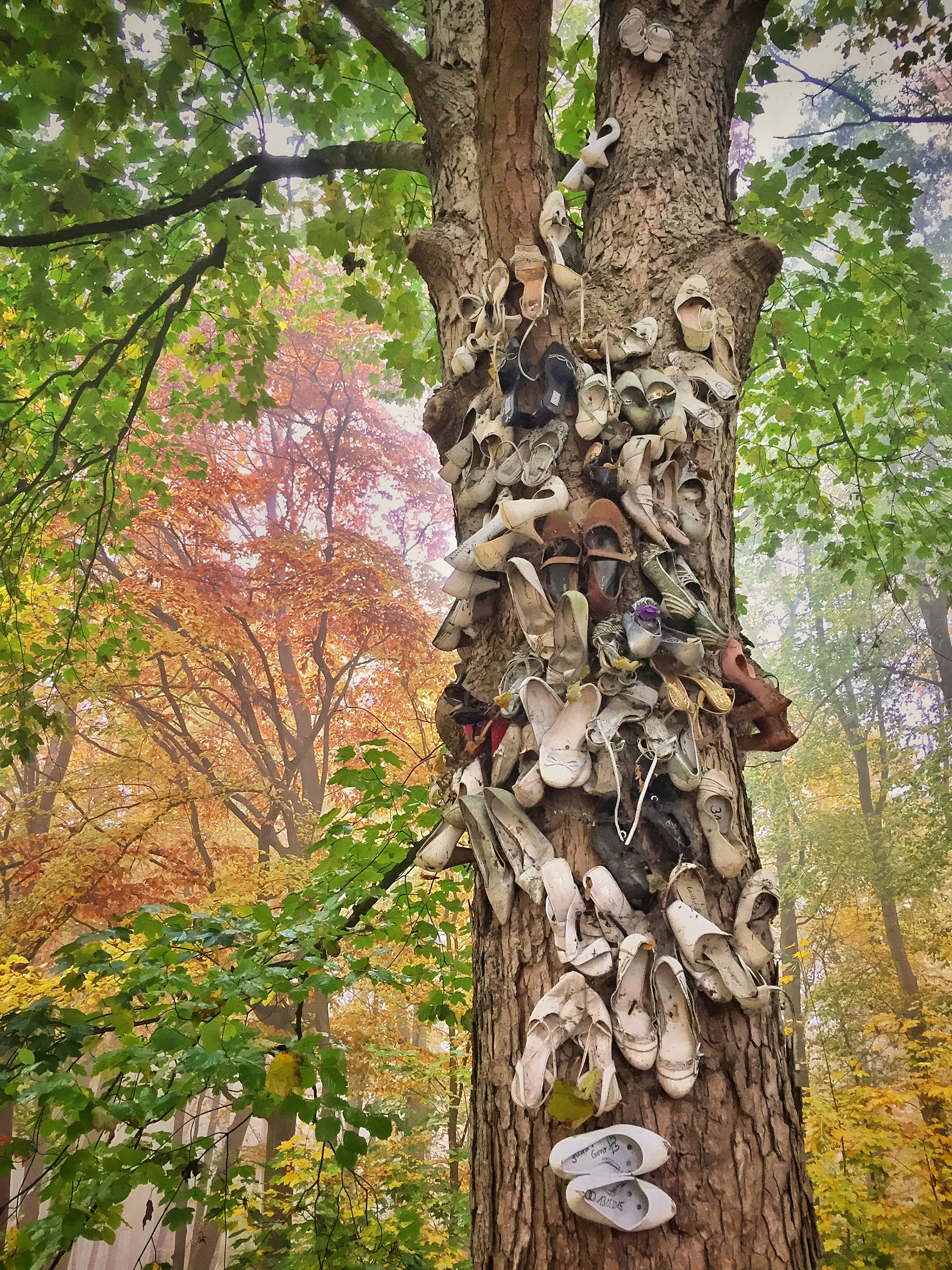
Schuhbaum am Jagdschloss Friedrichsmoor
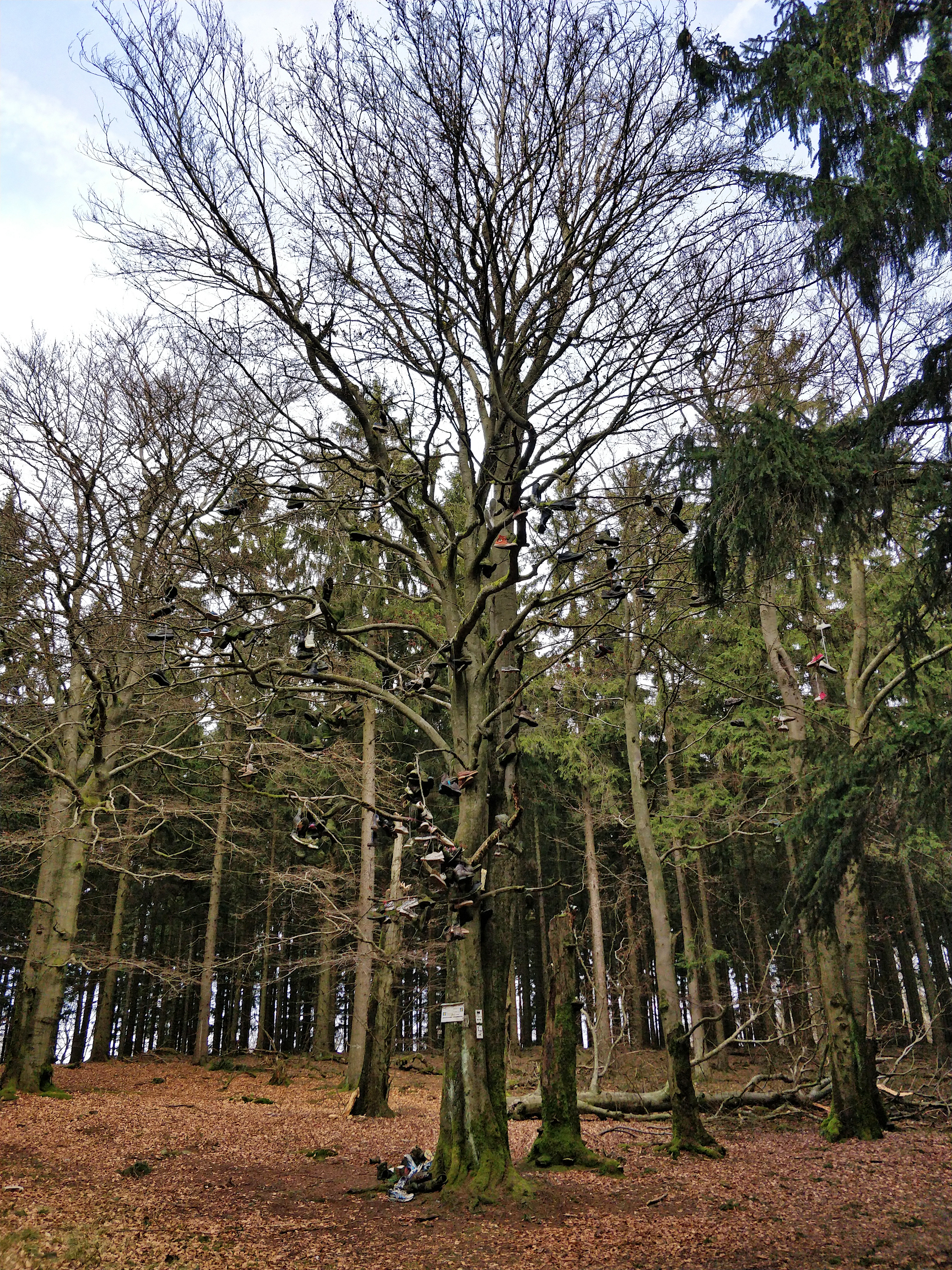
Schuhbaum an der Hohen Kanzel
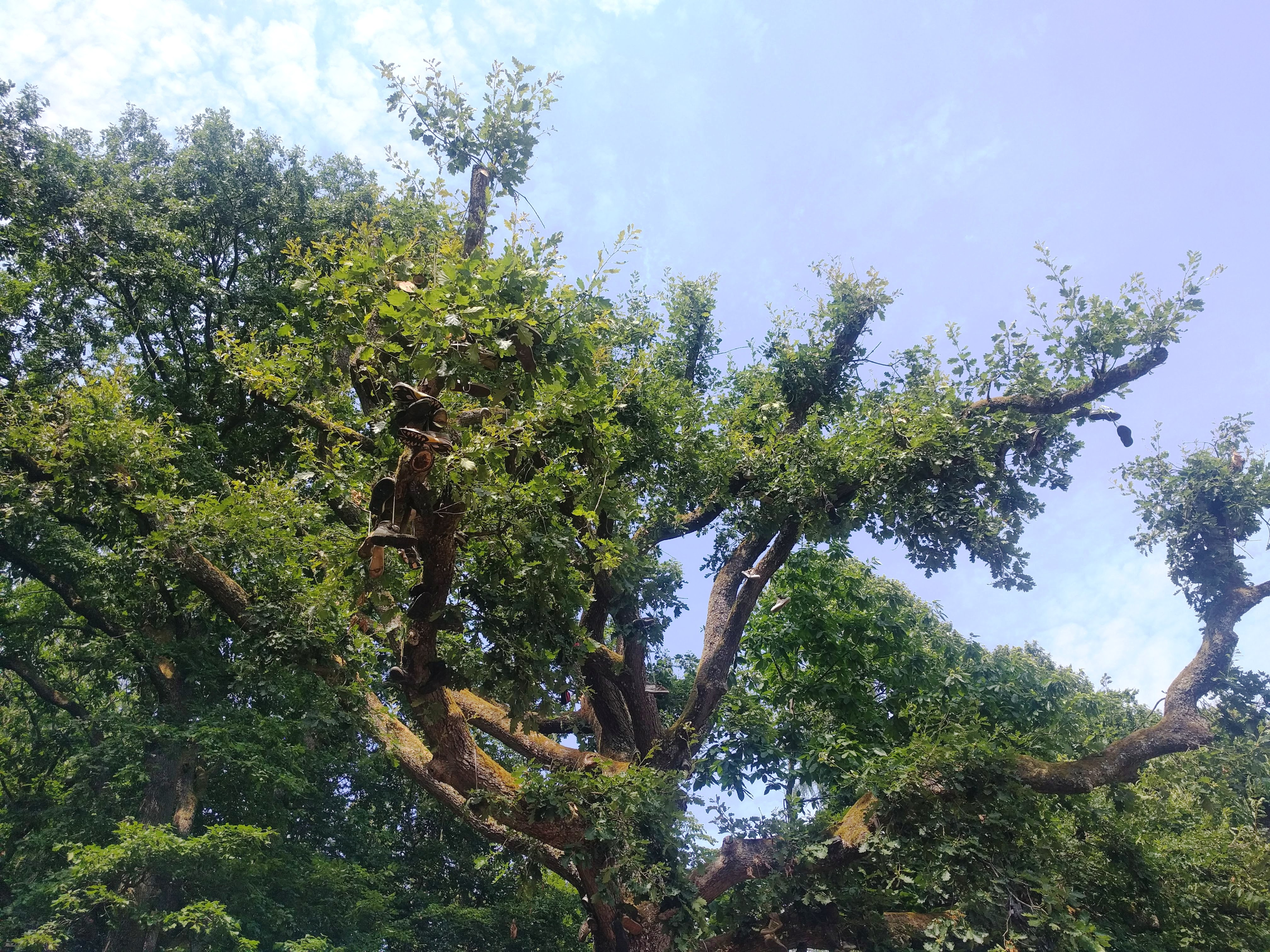
Schuhbaum in Trier-Ehrang, Auf der Bausch
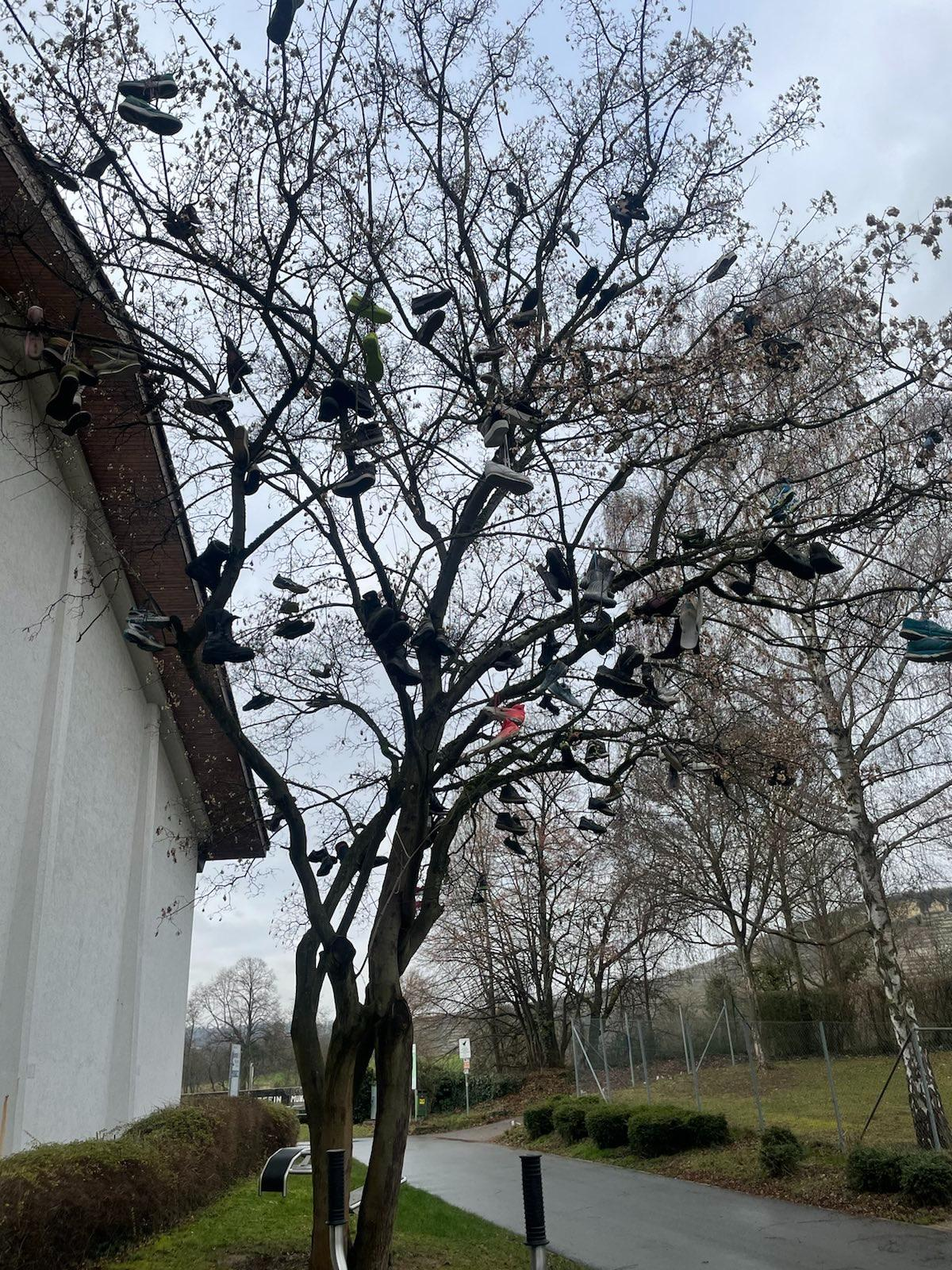
Der Mundelsheimer Schuhbaum zwischen der Käsberghalle und dem Freibad (seit 2021)

## Schuhbäume in Literatur und Film
Der Schuhbaum hat inzwischen Eingang in die Populärkultur gefunden. So trägt ein preisgekrönter Kurzfilm des Regisseurs Ian Cottage aus dem Jahr 1993 den Titel „The Shoe Tree“, inspiriert durch den Schuhbaum in Newcastle upon Tyne. In der zweiten Staffel der Fernsehserie Medium trägt die 10. Episode den deutschen Titel „Unter dem Schuhbaum“ (engl. Original „Still Life“).
Ein Schuhbaum spielt auch eine zentrale Rolle in dem Buch The Taxi Driver’s Daughter (2003) von Julia Darling.